# Cytheropteron chichagofense
Cytheropteron chichagofense är en kräftdjursart som beskrevs av Brouwers 1994. Cytheropteron chichagofense ingår i släktet Cytheropteron och familjen Cytheruridae. Inga underarter finns listade i Catalogue of Life.